# Prototype (jeu vidéo)
Pour les articles homonymes, voir Prototype (homonymie).
Prototype (stylisé en [PROTOTYPE]) est un jeu vidéo d'action-aventure publié par Activision et développé par Radical Entertainment. Il sort les 9 et 10 juin 2009 en Amérique du Nord et en Océanie, puis le 12 juin en Europe.
Le jeu se déroule à New York, où l'armée tente de stopper la propagation d'un virus. Le personnage jouable a la capacité de transformer son corps pour favoriser l'attaque ou la défense. Il est capable d'absorber ses ennemis pour en prendre la forme, les capacités et les souvenirs. Tous ces éléments sont destinés à donner aux joueurs plusieurs façons d'atteindre leurs objectifs.

## Synopsis
Le jeu raconte l'histoire d'Alexander J. Mercer (voix de Barry Pepper) qui se réveille sur une salle de morgue dans le sous-sol de Gentek, une grande et influente société de génie génétique. Alex s'échappe et entreprend de récupérer sa mémoire et de savoir exactement ce qui s'est passé. Il découvrira bientôt qu'il possède maintenant de puissantes capacités de métamorphose qui lui confèrent une force, une vitesse, une agilité, une durabilité, des armes surhumaines et la capacité de «consommer» des gens pour acquérir leurs souvenirs, leurs compétences et leur apparence. N'ayant aucun souvenir de sa vie passée, Alex est obligé de traquer et de consommer ceux liés à la conspiration afin de découvrir la vérité. Au cours de sa quête, Alex fait face à deux factions. Blackwatch, une unité des forces spéciales de Fort Detrick destinée à la lutte biologique, et les Infectés, composés de civils ayant contracté un étrange virus et de puissants monstres connus sous le nom de Molosses. Le Capitaine Cross, un officier de Blackwatch, a spécifiquement donné des ordres pour trouver et contenir Alex.
Alex prend contact avec sa sœur, Dana Mercer, qui l'aide à traquer les cibles qui peuvent faire la lumière sur son passé, menant finalement à l'infiltration du quartier général de Gentek. Alex trouve une femme appelée Elizabeth Greene contenue au niveau 51 du bâtiment, qui s'échappe et prend le contrôle des Infectés. Alex rencontre bientôt le Dr Ragland - un pathologiste lié à toute l'affaire - qui l'aide également. Au fur et à mesure que la conspiration se développe, et avec l'aide d'un contact non identifié, les origines du virus et d'Elizabeth Greene sont découvertes : en 1969, le gouvernement avait testé le prédécesseur du virus à Hope (Idaho), destiné à cibler des races prédéterminées.
Le virus a ensuite muté en quelque chose de beaucoup plus mortel, et toute la population de Hope a été infectée. Elizabeth Greene était la seule survivante; une anomalie dont le corps a accepté le virus, réécrivant son code génétique avec celui de son fils, Pariah. Le reste de la population de Hope a ensuite été liquidée par Blackwatch. Greene et Pariah ont été gardés en captivité pour des recherches ultérieures, plus tard en collaboration avec Gentek.
Peu de temps après, Alex découvre son propre passé. Blackwatch a fermé le projet Gentek en raison de fuites d'informations et a ordonné l'élimination de tout le personnel impliqué dans le projet. L'employé de Gentek, le Dr Alex Mercer, a pris un échantillon du virus (variant A du DX-1118) comme «assurance». Finalement épinglé par Blackwatch à Penn Station, il décide d'en abattre autant qu'il le peut avec lui, brisant le tube et libérant le virus ("Blacklight") dans la ville sans méfiance. Après qu'il est tombé d'une balle, le virus entre dans son cadavre, consommant et copiant tout le corps d'Alex. En se réveillant à la morgue au début, le clone du virus, Zeus, se croyait être Mercer.
Avec l'aide d'un contact inconnu, Alex pompe le nouvel agent biologique "Bloodtox" sous terre, afin de chasser le virus caché au-dessus du sol où il peut être combattu directement, provoquant l'émergence d'Elizabeth Greene comme une monstruosité imposante, qu'Alex défait et consomme . Il devient évident que le général Randall, chef de Blackwatch, est prêt à détruire Manhattan avec un engin nucléaire. Le contact d'Alex se révèle être le capitaine Robert Cross, et Alex infiltre l'USS Ronald Reagan, où il est détenu.
Une fois qu'Alex consomme Randall, Cross se révèle être le Molosse Suprême - ayant survécu à leur dernier combat et consommé le vrai Cross pour prendre sa forme. Mercer le défait et déplace l'arme dans l'océan Atlantique, où elle explose en toute sécurité mais il est rattrapé par l'explosion. Ses restes flottent à nouveau vers la ville, puis il se régénère après avoir mangé un corbeau et se remémore par la suite ce qu'il est devenu : "Je suis quelque chose de moins qu'humain, mais aussi quelque chose de plus". Après le générique, Manhattan se rétablit lentement, le virus étant sur le point d'être éradiqué. Alex, debout au sommet du bâtiment Reuters à Times Square, commente que son travail est presque terminé.

## Système de jeu
Les capacités améliorées d'Alex lui permettent de courir sur les gratte-ciels, de faire des sauts immenses, de planer dans les airs et de sprinter à l'infini. Les chutes ne l'affectent pas, peu importe la hauteur, mais les plus grandes déforment visuellement le sol. Alex peut utiliser diverses armes, s'emparer et contrôler des véhicules militaires, y compris des hélicoptères, effectuer diverses attaques de mêlée sans métamorphose, ainsi que des mouvements plus gymniques tels que des combos aériens, des glissades sur le sol en utilisant n'importe quel ennemi et une attaque à grande vitesse. Alex peut retrouver la santé en consommant de la biomasse, bien qu'avec le temps il puisse se régénérer à un degré limité hors du combat.
La superpuissance principale d'Alex est sa capacité à se métamorphoser, transformant des parties de son corps en un arsenal d'outils martiaux acquis au cours du jeu, que ce soit en les achetant ou en les recevant. Les puissances offensives incluent la Lame (grande et puissante), les Griffes (rapides et tranchantes comme le rasoir, qui peuvent également faire jaillir de grandes pointes du sol), le Fouet télescopant (qui permet également d'attraper un ennemi ou un hélicoptère à distance), la Masse Musculaire (qui augmente sa force) et les poings-marteaux (l'arme idéale contre les tanks et les gros ennemis).
Les options défensives consistent en un grand Bouclier qui doit se régénérer après des dégâts excessifs, et une Armure complète qui échange l'agilité et la vitesse pour une résistance maximale. Les deux permettent à Alex de traverser la plupart des obstacles et de renverser les ennemis lorsqu'il sont actifs. Deux modes de vision sont proposés, incluant la vision thermique (permettant à Alex de voir les ennemis à travers la fumée et d'autres obstacles), et la vision infectée (permettant de distinguer les ennemis et les éléments infectés des simples humains). N'importe quelle combinaison d'un pouvoir défensif et offensif peut être activée, mais Alex ne peut pas utiliser ses améliorations (comme les griffes et l'armure) sans être repéré par les militaires.
Les attaques les plus puissantes sont les Cataclysmes, qui exigent qu'Alex soit en Masse Critique (ou en état de mort imminente), et possède un excès de biomasse en stock. Il s'agit du Barrage de Tentacule (qui tire des Tentacules empalées de son corps dans toutes les directions), le barrage de pointes (qui fait jaillir des pointes massives du sol tout autour d'Alex) et la Douleur critique (Alex fait jaillir de ses mains un faisceau unique de biomasse durcie sur une seule cible).

## Développement
Prototype a été annoncé en août 2007 et devait sortir sous la bannière de Sierra jusqu'à sa fusion avec Activision. La conception initiale de Mercer a été modifiée avec le style de combat et les pouvoirs. Une série de bandes dessinées ont été publiées pour compléter l'histoire du jeu. Ces bandes dessinées ont été produites par DC WildStorm. Elles sont écrites par Justin Gray et Jimmy Palmiotti, et dessinées par Darick Robertson et Matt Jacobs.
Le jeu a été retardé plus tard jusqu'en 2009 en raison d'un retard de développement et des plans pour le multijoueur. Plus tard Radical a annoncé une date de sortie et la décision de laisser tomber complètement le multijoueur.

## Personnages
- Alex Mercer, le personnage principal, est un ancien chercheur et responsable du projet Blacklight à Gentek. Il a découvre la vraie nature de son travail et la façon dont il a été utilisé par ses employeurs. Mercer a ensuite tenté de s'échapper avec une fiole de virus volée, mais il a été coincé par le personnel Blackwatch à Penn Station. Dans un accès de rage et de vengeance, Mercer brise le flacon avant d'être abattu. Le virus de la fiole brisée tue les civils à l'intérieur de la station. Alors que son cadavre est transporté à Gentek, le virus entre dans son corps par ses blessures et reconstruit Mercer cellule par cellule. Plus tard, il se réveille dans une morgue, amnésique. Mercer se donne pour mission de découvrir ce qui lui est arrivé, d’enquêter davantage sur la Blackwatch et leurs opérations quand il était qu'employé de Gentek.
- Dana Mercer est la sœur d'Alex Mercer, elle vit une vie relativement tranquille en tant qu'étudiante en journalisme à Manhattan, mais tout change lorsque son frère, Alex, se présente à sa porte. Bien qu'ils n'aient pas parlé depuis des années, il partage avec elle la recherche secrète qu'il a effectuée pour Gentek, et bien qu'il parte pour continuer le projet, il promet de continuer à lui envoyer des informations. En utilisant les preuves reçues par la poste, Dana commence à enquêter sur les objectifs de la société Gentek, découvrant également des liens inquiétants avec le gouvernement américain.

## Doublages
- Barry Pepper : Alex Mercer
- Lake Bell :  Dana Mercer
- Kari Wahlgren : Elizabeth Greene
- Gordon Clapp : Peter Randall
- Phil LaMarr : Bradley Ragland
- Vanessa Marshall : Karen Parker
- Jeffrey Pierce : Robert Cross
- Paul Guilfoyle : Raymond McMullen

## Accueil
- 1UP.com : B-[1]
- Game Informer : 7,25/10[2]
- Game Revolution : C+[3]
- Gamekult : 6/10[4]
- GameSpot : 8,5/10[5]
- IGN : 7,5/10[6]
- Jeuxvideo.com : 15/20[7]

## Suite
Prototype 2, sorti en 2012.